# SORA (キューティシャン)
SORA（そら、1997年12月27日 - ）は日本のネイリスト、キューティシャン。
16歳で日本最年少高校生プロネイリストしてデビュー。高校3年生にして、銀座2丁目に自身のネイルサロンをオープン。現在はネイル技術を応用したキューティシャンとして活動している。大学教授・印象評論家・インプレッションマスターである美有姫とは親子。アジア圏では親子でKOL・インフルエンサーとして活動している。
- JNEC ネイリスト技能検定 1級取得（16歳）[1]
- JNA　ジェルネイル技能検定 上級取得（17歳）[1]

## 人物
- 埼玉県草加市生まれ。
- 血液型はB型。